# Johann Georg Heinrich Backofen
Johann Georg Heinrich Backofen (Durlach, 1768 - Darmstadt, 1839) fou un músic i compositor alemany notable per la seva habilitat per tocar l'arpa, el corn anglès, el clarinet i la flauta.
Deixà infinitat de composicions per a diversos instruments, entre elles quatre col·leccions de peces per a arpa (Leipzig, 1799-1802); variacions, aires i sonates, també per a arpa; un mètode pel mateix instrument, titulat Anleitung zum Harfenschule, etc. (Leipzig, 1799-1802) reimprès amb el títol d'Harfenschule (1827); un altre mètode per a clarinet i corn anglès (Leipzig, 1803); alguns quintets per a distints instruments d'arc i vent i alguns concerts per a arpa, violoncel, corn anglès i alt.